# Gentilés de France F
Pour un article plus général, voir Gentilés de France.
Gentilés des communes françaises par ordre alphabétique
- A
- B
- C
- D
- E
- F
- G
- H
- I
- J
- K
- L
- M
- N
- O
- P
- Q
- R
- S
- T
- U
- V
- W
- X
- Y
- Z

- Famars : Sarrasins
- Faveraye-Mâchelles : Mâchellois
- Faye d'Anjou : Fayens
- Feuges : Feugeois
- Feytiat : Feytiacois
- Firminy : Appelous
- Foix : Fuxéens
- Fonds-Saint-Denis : Denisiens
- Fontainebleau : Bellifontains
- Fontaine-la-Mallet :  Fontainais
- Fontenay (homonymie)
- Fontenay-aux-Roses : Fontenaisiens
- Fontenay-sous-Bois : Fontenaysiens
- Fontenoy-le-Château : Fontenaicastriens
- Forbach : Forbachois
- Fort-de-France : Foyalais
- La Forest-Landerneau : Forestois
- Forges-les-Eaux : Forgions, Forgionnes
- Le François : Franciscains
- Fréjus : Fréjusiens ou Forojuliens
- Fresnes : Fresnois

## Pour approfondir